# بشيرآباد بطي (مقاطعة غيلانغرب)
بشيرآباد بطي (بالفارسية: بشیرآباد بطی) هي قرية تقع في كرمانشاه في إيران. يقدر عدد سكانها بـ 60 نسمة .